# Jagoh
Jagoh is een bestuurslaag in het regentschap Lingga van de provincie Riau-archipel, Indonesië. Jagoh telt 577 inwoners (volkstelling 2010).